# Samarra-kulturen
Samarra-kulturen er en kalkolitiske arkæologisk kultur i det nordlige Mesopotamien, der er nogenlunde dateret til 5.500-4.800 f.Kr. Den overlapper delvist Hassuna og tidlig Ubaid. Samarra-kulturen blev først anerkendt under udgravninger ved den tyske Arkæolog Ernst Herzfeld på lokaliteten Samarra. Andre steder, hvor Samarra-genstande er blevet fundet, inkluderer Tell Shemshara, Tell es-Sawwan og Yarim Tepe. 
Ved Tell es-Sawwan beviser kunstvanding - herunder dyrkning af hør - fastslår tilstedeværelsen af en velstående fastboende kultur med en meget organiseret social struktur. Kulturen er primært kendt for sin fint lavet keramik dekoreret med stiliserede dyr, herunder fugle og geometriske mønstre på mørk baggrund. Denne vidt eksporterede type af keramik, en af de første udbredte, relativt ensartede keramik stilarter i det gamle Mellemøsten, blev først anerkendt i Samarra. Samarra-kulturen var forløberen til den mesopotamiske kultur Ubaid.